# Дачное (Софиевский район)
Дачное (укр. Дачне, до 2016 года — Ленина, укр. Леніна) — село,
Жовтневый сельский совет,
Софиевский район,
Днепропетровская область,
Украина.
Код КОАТУУ — 1225283303. Население по переписи 2001 года составляло 31 человек .

## Географическое положение
Село Дачное находится на левом берегу реки Жёлтенькая,
выше по течению на расстоянии в 1 км расположено село Марьевка,
ниже по течению на расстоянии в 1,5 км расположено село Новоалексеевка,
на противоположном берегу — село Калашники.
Через село проходит автомобильная дорога Т-0419.